# 天才ファミリー・カンパニー
『天才ファミリー・カンパニー』（てんさいファミリー・カンパニー）は、二ノ宮知子による日本の漫画。
1994年から2001年に、『きみとぼく』及び『コミックきみとぼく』（いずれもソニー・マガジンズ）で連載された。単行本は、ソニー・マガジンズコミックスから全11巻、幻冬舎から「スペシャル版」として全6巻が刊行された。
1999年には、本作を原作としたテレビドラマ『あぶない放課後』が放送された。本稿では、このテレビドラマについても併せて扱う。

## あらすじ
都立高校2年生の夏木勝幸は母子家庭。しかし、ある日母親が夕食に放浪者同然の男とその息子を連れてくる。母親は出会って3週間のその男と再婚。そして迎えた夏休み。その親子のおかげで勝幸は色々な人と出会い、様々な事件と遭遇しつつ、成長しながらも、自分の将来に向かって突き進む。

## 登場人物
夏木 勝幸（なつき かつゆき）
主人公。1978年7月23日生。獅子座、AB型。身長178cm、体重62kg。
11歳の時、父親を亡くす。小さい頃から頭が良く、幼稚園で方程式が解けたという。IQ170。成績は全国1位。アメリカのハーバード大学経済学部を目指す。都立高校入学と同時に東京都千代田区に移住。高校2年の時、母親が夫婦別姓で再婚した。クラスメート京子の父が経営する書店ビルと叔父が経営するギャラリーを救うため、アミィと契約。ボンバンドッグ・ジャパン設立準備室室長。19歳の時に渡米し、ハーバード大学卒業後、経営コンサルタントになる。
夏木 良子（なつき よしこ）
1954年6月4日生。双子座、A型。身長160cm、体重52kg。K大学卒。
大学で知り合った夏木青年と結婚し、勝幸を生む。後に夫を事故で亡くし、夫婦別姓での再婚をする。森崎製菓会社企画開発部部長だったが、社長交代の際、職を失う。これによって勝幸は一時、ハーバード大学進学を諦める。最終的にボンバンドッグ・ジャパンの社長となる。
田中 春（たなか はる）
1979年2月18日生。水瓶座、B型。身長177cm、体重62kg。
勝幸とは義兄弟。生まれてから、中国やアメリカなど世界各国を父親と放浪してきた。そのため、多くの言語を話すことができるが、日本語は少し苦手。料理が得意。ストーリーの中では、マフィア関連の事件に巻き込まれ、死にかけそうになることが良くある。後に、災害を救うためにフィリピンへ行く。油田の権利を持っている。
田中 荘介（たなか そうすけ）
1950年5月10日生。牡牛座、O型。身長175cm、体重80kg。
春の父親。本職は小説家で、代表作は「HANA」。しかし、原稿を無くしたり、仕事を忘れたりすることが多いので、普段はほとんど仕事をしていない。世界各国に多くの友人を持つ。フラダンスや釣りなど多彩な趣味を持つ。料理の腕は逸品で味は絶品。世界各国の料理をちゃんぽんにし、ひどい見た目とネーミングを披露することがある。
永沢 京子（ながさわ きょうこ）
1978年12月12日生。射手座、O型。身長160.5cm、体重48.2kg。
父は成宝堂書店ビルを経営。勝幸のクラスメート、後に恋人。勝幸に劣らず頭が良い。テニス部に所属しており、志望大学は東京大学と周りには言っているが、実は隠れ美術部で美大に進学しようとしている。夏休みには叔父の経営する銀座の「ギャラリー・ナガサワ」でアルバイトをする。ボンバンドッグ・ジャパン開店時はポスターのイラストを手がけた。19歳の時、芸大に合格するが、妊娠が発覚し、勝幸と結婚して渡米する。その後、息子の圭介を産み、2年後にアメリカの美大に進学する。
有吉 太郎（ありよし たろう）
1979年1月生。
勝幸のクラスメート、自称夏木マニア。勝幸を自分の親友だと思い込んでいる。成績は教師が高校進学できた理由を問う程悪い。趣味は糠味噌、演歌鑑賞など幅広く、盆栽においては天才的な腕前を持つ。後に世界的に有名な盆栽アーティストとなる。
アメリア・ワイズマン
通称アミィ。春がアメリカにいた頃のクラスメート。勝幸たちより5歳年下。飛び級を繰り返し、11歳でハーバード大学卒業。大学院は中退。父親の経営していた移動販売店だったボンバンドッグを世界的有名な会社へと大きくし、社長となる。
ヘンリー・ワイズマン
アミィの父親。妻と離婚し、アミィがボンバンドッグを大会社へと成長させたために暇になり、持て余した暇とお金により、女友達をたくさん作り、遊び暮らしているため、アミィに呆れられている。勝幸の自宅が火事になった時、春と共にアミィを助け出した家族思いの父親。後にボンバンドッグの移動販売を始める。
水野 唯香（みずの ゆいか）
1978年3月生。
本当の両親を事故で亡くし、5歳の時に水野家の養子となる。高校生の時、両親の海外赴任を機に家を飛び出しハッカーとなる。計算が得意だが、漢字が苦手。ボンバンドッグ・ジャパン設立時に勝幸らに協力、後にセキュリティー・ソフト会社「スリータワーズ」の社長となる。
林紹文（りん しょうぶん）
通称林ジイ。タリムグループの総帥。事故死した唯香の母の父親（唯香の祖父）。
林梅香（りん しゃんめい）
事故死した唯香の母親であり、林ジィの末娘。父である林ジィに結婚を反対されたため、林家を出ている。唯香がいつも身に着けているラベンダー色のピアスは林ジイからのプレゼント。
矢野 哲郎（やの てつろう）
勝幸の父親と母親の大学時代からの同級生であり親友。大学卒業後も同じ会社へ就職する。実は良子に密かに恋心を抱いていたが、口には出していない。勝幸の父親が亡くなった時に密かに期待していたが、田中親子の出現により失意に陥る。会社の出張先で出会った良子似の王乙鈴を口説き落として結婚しているが、後に離婚している。
王 乙鈴（わん いーりん）
矢野哲郎の元妻。勝幸の母親・良子に凄く似ているために哲郎や田中春も間違えたほどであるが、本人はそのことを知らなかった。離婚後も哲郎には心底惚れていた様子。
夏木圭介（なつき けいすけ）
夏木勝幸と夏木（旧姓・永沢）京子の息子。父親に似ているのか天才。
有吉 あき子（ありよし あきこ）
有吉太郎の姉。通称悪鬼娘。特攻隊の総長だった。現在は嫁いでいる。
吉川さより（よしかわ さより）
有吉太郎が好きな演歌歌手。代表歌は「ああ、東京湾」。

## テレビドラマ
『あぶない放課後』（あぶないほうかご）のタイトルでテレビドラマ化。テレビ朝日系列で1999年4月12日から6月21日に月曜ドラマイン枠で放送された。主演は二宮和也と渋谷すばる。山村国際高等学校にてロケが行われた。原作から大きく改変されており、ストーリーはもちろんのこと、登場人物名、夏木家の家族構成以外のほとんどの設定が、原作と異なっている。
オープニングでは、本作の主題歌としてV6の『Believe Your Smile』を、当時ジャニーズJr.だった渋谷がカバーして歌っている。

### キャスト
- 夏木勝幸：二宮和也
- 田中春：渋谷すばる
- 永沢京子：加藤あい
- 石井風伽：水川あさみ
- 前田不二子：かとうれいこ
- 渡利進：高橋克実
- 夏木良子：高樹沙耶
- 田中荘介：岩城滉一

#### ゲスト
第1話
小木茂光、上原由恵、三又忠久、大多めぐみ、橘実里
第2話
細見大輔、小高早紀、安藤一平、田村聡美、西郷丼丼、西澤瑠美
第3話
真家瑠美子、新田亮、重光絵美
第5話
永山たかし、小日向文世
第6話
浜丘麻矢、蓮沼藍
第7話
玉木宏
第8話
伊藤裕子
第9話
鮎川なおみ、原田大二郎、柏谷享助、加世幸市、高柳葉子、柏谷みちすけ、平泉成
第10話
内田陽子

### 主題歌
- 渋谷すばる「Believe Your Smile」 - V6の楽曲のカバー[1]

### スタッフ
- 原作：二ノ宮知子
- 脚本：野依美幸
- 音楽：森田和幸、白石紗澄李
- プロデュース：桑田潔、布施等
- 演出：杉山登、市野龍一、六車俊治
- 協力：テイクシステムズ、東新（現：ザ・ホライズン）、テレビ朝日クリエイト、ワインド・アップ、ザ・チューブ、ヴィック
- 制作：テレビ朝日、THE WORKS

### サブタイトル
| 各話                                                      | 放送日         | サブタイトル             | 演出     | 視聴率 |
| --------------------------------------------------------- | -------------- | ------------------------ | -------- | ------ |
| Step 1                                                    | 1999年 4月12日 | ねらわれたセーラー服     | 杉山登   | 8.6%   |
| Step 2                                                    | 4月19日        | 恋と占いの危険な関係！   | 杉山登   | 9.1%   |
| Step 3                                                    | 4月26日        | 未婚の母!! ある愛の選択  | 市野龍一 | 7.5%   |
| Step 4                                                    | 5月03日        | 恋のダイエット           | 六車俊治 | 7.5%   |
| Step 5                                                    | 5月10日        | 遂に告白!? 恋の進路は…   | 杉山登   | 7.9%   |
| Step 6                                                    | 5月17日        | 超キケンな三角関係!?     | 市野龍一 | 6.8%   |
| Step 7                                                    | 5月24日        | 恋の虜!? ストーカーの罠  | 六車俊治 | 8.5%   |
| Step 8                                                    | 5月31日        | 噂の女教師の秘密!?       | 市野龍一 | 8.9%   |
| Step 9                                                    | 6月07日        | 集団家出!! 許されぬ恋    | 杉山登   | 7.3%   |
| Step 10                                                   | 6月14日        | ついに告白！恋の兄弟対決 | 六車俊治 | 7.9%   |
| Final Step                                                | 6月21日        | 大逆転!? 恋の結末は…     | 杉山登   | 8.5%   |
| 平均視聴率 8.1%（視聴率は関東地区・ビデオリサーチ社調べ） |                |                          |          |        |

### 関連商品
- あぶない放課後 CD（1999年6月2日）
- あぶない放課後 vol.1 VHS（1999年9月16日）
- あぶない放課後 vol.2-6 VHS（1999年10月5日）

| テレビ朝日系 月曜ドラマ・イン                         | テレビ朝日系 月曜ドラマ・イン              | テレビ朝日系 月曜ドラマ・イン          |
| 前番組                                                | 番組名                                     | 次番組                                 |
| ----------------------------------------------------- | ------------------------------------------ | -------------------------------------- |
| 可愛いだけじゃダメかしら? （1999年1月11日 - 3月15日） | あぶない放課後 （1999年4月12日 - 6月21日） | 天国のKiss （1999年7月12日 - 9月13日） |

## ドラマCD
フロンティアワークスから2作が発売された。
リスト
- Vol.1：2008年8月27日 ASIN:B001BXTOF2
- Vol.2：2008年10月22日 ASIN:B001F1XEO2

キャスト
- 夏木勝幸：平川大輔 　
- 永沢京子：能登麻美子　
- 夏木良子：三石琴乃 　
- 田中荘介：井上和彦 
- 田中春：浪川大輔 
- 有吉太郎：うえだゆうじ　
- アメリア・ワイズマン：水原薫　